# L-도파
L-도파(영어: L-DOPA)는 카테콜아민이 생합성되는 과정에서 생겨나는 전구물질이다. 레보도파(영어: levodopa) 또는 L-3,4-다이하이드록시페닐알라닌(영어: L-3,4-dihydroxyphenylalanine)이라고도 한다. 아미노산인 티로신이 티로신 수산화효소(tyrosine hydroxylase)에 의해 카테콜 계열의 L-도파로 변환된다. 이 과정은 카테콜아민 생합성 전 과정의 속도를 결정짓는다.
L-도파는 파킨슨병 환자의 치료를 위해 경구투여 되기도 한다. 일반적으로 파킨슨병 환자의 흑색질(substantia nigra)의 도파민 분비는 억제되어 있다. 따라서 외부에서 L-도파를 투여하여 인위적으로 도파민의 양을 늘려준다. 혈액뇌장벽(blood-brain barrier)을 통과하지 못하는 도파민과 달리, L-도파는 혈액뇌장벽을 자유롭게 통과하므로 경구투여로 도파민 분비를 촉진시키는 것이 가능하다.
이 외에, 노르에피네프린의 전구체로 여겨진다.

카테콜아민의 생합성 경로

## 같이 보기
- 메틸페니데이트
- 도파민
- 티로신